# Karla LaVey
Karla Maritza LaVey (født 1952) er datter af Anton LaVey og tidligere Ypperstepræstinde af Church of Satan og grundlægger af First Satanic Church.

## Filmografi
- Speak of the Devil (1995 dokumentarfilm, instrueret af Nick Bougas, Adam Parfrey)[2]